# Richard Lester (filmregisseur)
Richard Lester (Philadelphia, 19 januari 1932) is een in Amerika geboren, maar in Groot-Brittannië werkende filmregisseur, met name bekend door zijn werk met The Beatles in de jaren zestig en zijn werk aan de filmserie over Superman in de jaren zeventig en tachtig.

## Jonge jaren en televisie
Lester was zoiets als een wonderkind: op zijn vijftiende begon hij zijn studie klinische psychologie aan de Universiteit van Pennsylvania, om daar op zijn negentiende de bul voor in ontvangst te nemen.
 In 1950 begon hij bij het WCAU-TV-station in Philadelphia (eigenaar CBS) als toneelknecht, werkte zich op tot hoofd technische dienst aldaar, daarna regieassistent om vervolgens als regisseur te eindigen, wat hij maar een klein jaar deed omdat er niemand anders was die wist hoe het werkte. In 1953 vertrok Lester naar Londen om daar, als regisseur bij de Independent Televison, voor de legendarische televisieproducenten The Danziger Brothers te gaan werken; daar werkte hij aan episodes van Mark Saber, een detectiveserie met afleveringen van elk een halfuur.
Peter Sellers had een variétéprogramma gezien dat Lester had geproduceerd en riep Lesters hulp in bij de overzetting van The Goon Show (een Britse radiokomedie die liep tussen 1951 tot 1960 met onder anderen Peter Sellers) voor televisie The Idiot Weekly, Price 2d. Het was een hit en er volgden nog twee shows: A Show Called Fred en Son of Fred. Lester vertelde dat A Show Called Fred "een liveshow was, en daarom begon ik met het regisseren van films; je kunt het dan nogmaals opnemen!"

## Filmcarrière
Lester maakte, samen met Peter Sellers en Spike Milligan, de elf minuten durende film The Running Jumping & Standing Still Film; een favoriet van The Beatles, met name van John Lennon. Toen de bandleden in 1964 een filmcontract kregen, kozen ze Lester van het lijstje mogelijke regisseurs. A Hard Day's Night (film) liet een aangedikte doch eenvoudige versie van The Beatles zien, en bewees daarmee dat het een effectieve handel was. Veel van de stilistische innovaties worden vandaag de dag nog steeds gebruikt in bijvoorbeeld videoclips, met name het filmen van de totaalshot van een live-uitvoering. Lester kreeg van MTV een prijs opgestuurd als zijnde "Vader van de Videoclip".
Lester regisseerde ook de tweede Beatlesfilm Help! (film) uit 1965. Vrijwel direct hierna regisseerde hij diverse typische 'biseksuele' films, waaronder de sekscomedy The Knack ... and How to Get It, welke een Gouden Palm won tijdens het Filmfestival van Cannes in mei 1965 en een Gouden Leeuw tijdens het Filmfestival van Berlijn in juni 1965 en Petulia (1968), beide films met muziek van John Barry. Ook maakte hij de donkere surrealistische antioorlogsfilm How I Won the War met John Lennon in de hoofdrol, voor Lester gold het als een "anti-antioorlogsfilm"; Lester merkte op dat antioorlogsfilms het concept van de oorlog nog steeds serieus nam, dat het contrast van "slechte" oorlogsmisdaden in strijd was met "goede" zaken zoals het liberalisme van het Nazisme of, in die tijd, met het Communisme gezien hij de deconstructie uiteenzette om aan te tonen dat oorlog fundamenteel tegenover menselijkheid staat. Zoals de Tweede Wereldoorlog opkwam, zo is de film inderdaad een indirecte referentie van de Vietnamoorlog en op een punt na, het vallen van de vierde wand, is dit ook een directe verwijzing.
In de jaren zeventig regisseerde Lester een verscheidenheid aan films, waaronder de rampenfilm Juggernaut (1974 – met onder anderen Richard Harris en Omar Sharif), Robin and Marian (1976 – met onder anderen Sean Connery en Audrey Hepburn) and Cuba (1979 – ook met Sean Connery; dat zich afspeelt in 1959 tijdens de Cubaanse Revolutie). Maar zijn grootste commerciële successen in deze periode waren The Three Musketeers (1973) en het vervolg The Four Musketeers (1974). De films waren destijds bijna controversieel, omdat de producers, Alexander en Ilya Salkind (vader en zoon), besloten de eerste film in tweeën te splitsen toen de film al grotendeels klaar was. Veel hoofdrolspelers klaagden hen aan, omdat ze een contract hadden voor maar een film.

### Superman
Toen Superman bíjna uitkwam, werd de productie van Superman II stopgezet om de eerste film af te maken. Toen de eerste Supermanfilm uitkwam in Amerika op 10 december 1978, gingen de Salkinds verder met de productie van Superman II zonder regisseur Richard Donner hiervan op de hoogte te brengen en zette Lester achter de camera om de film af te maken. Hoewel Donner al ruim 70% van de film gedraaid had, gooide Lester veel van de originele film overboord of filmde het opnieuw om zo met de eer te kunnen strijken, hetgeen ook gebeurde. Gene Hackman, die Lex Luthor speelde, kwam niet terug en dus gebruikte Lester een vervanger en een imitator die beide dezelfde dingen zouden doen die Hackman deed toen Donner nog filmde. De bijkomende stukken die Donner had gefilmd, werden later, samen met Lesters bijkomende stukken, in een televisieversies van Superman II gebruikt. In november 2006 werden deze stukken van Donner nogmaals gemonteerd voor Superman II: The Richard Donner Cut, waarbij veel zijn eigen stukken gebruikt werden, samen met het enige stuk van Lester dat nodig was om de scènes die niet ten tijde van Donner werden gemaakt, te overlappen.
Lester regisseerde ook Superman III in 1983. De derde Supermanfilm was niet zo succesvol, gezien de bruto opbrengst ten opzichte van de vorige twee films. Desondanks is deze film een van de tien succesvolste films van 1983; er kwamen in dat jaar een aantal blockbusters uit, waaronder twee Bondfilms, die voor een stevige competitie zorgden: Octopussy (film) en Never Say Never Again, Return of the Jedi en Jaws 3-D).

### Latere jaren
In 1988 bracht Lester alle acteurs van Musketeers bijeen voor een vervolg: The Return of the Musketeers (1989). Maar tijdens het filmen in Spanje, viel zijn hartsvriend en acteur Roy Kinnear van een paard en stierf. Lester maakte de film af, maar besloot daarna onofficieel als regisseur met vervroegd pensioen te gaan. In 1991 maakte hij echter nog eenmaal een uitzondering voor zijn vriend Paul McCartney om diens concertfilm Get Back te regisseren.
In 1993 presenteerde hij Hollywood UK, een vijfdelige serie over de Britse cinema in de jaren zestig voor de BBC.
In recentere jaren was regisseur Steven Soderbergh een van de velen die riep om een herwaardering van Lesters werk en invloed. Soderbergh schreef in 1999 het boek Getting Away With It ("Ermee Wegkomen") waarin erg veel interviews met Lester staan.

## Films
- The Running Jumping & Standing Still Film (1960)
- It's Trad, Dad! (1962)
- The Mouse on the Moon (1963)
- A Hard Day's Night (1964)
- The Knack ... and How to Get It (1965)
- Help! (1965)
- A Funny Thing Happened on the Way to the Forum (1966)
- How I Won the War (1967) (ook producent)
- Petulia (1968)
- The Bed-Sitting Room (1969) (ook producent)
- The Three Musketeers (1973)
- Juggernaut' (1974)
- The Four Musketeers (1974)
- Royal Flash (1975)
- Robin and Marian (1976)
- The Ritz (1976)
- Butch and Sundance: The Early Days (1979)
- Cuba (1979)
- Superman II (1980)
- Superman III (1983)
- Finders Keepers (1984)
- The Return of the Musketeers (1989)
- Get Back (1991)

## Persoonlijk leven
In Soderberghs Getting Away with it maakt Lester bekend dat hij een overtuigd atheïst is en daarover debatteert met Soderbergh. Veelal gebaseerd op de argumenten van Richard Dawkins.